# Anastathes robusta
Anastathes robusta är en skalbaggsart som beskrevs av J. Linsley Gressitt 1940. Anastathes robusta ingår i släktet Anastathes och familjen långhorningar. Inga underarter finns listade i Catalogue of Life.